# 下瀧呂站
下瀧呂站（日语：／ Shimotakiro eki */?）是位於岐阜縣多治見市，東濃鐵道笠原線的鐵路車站（廢站）。

## 歷史
- 1928年（昭和3年）7月1日：笠原鐵道車站啟用[1][2]。
- 1944年（昭和19年）3月1日：笠原鐵道與駄知鐵道等公司合併為東濃鐵道（第二代）。此站成為東濃鐵道笠原線車站。
- 1971年（昭和46年）6月12日：由於客量減少，笠原線的客運業務暫停。自此該線只有貨運業務。
- 1973年（昭和48年）3月24日：車站被廢除[2]。

## 車站構造
此站是地面車站，設有1面1線的月台。

## 現況
在1979年（昭和54年），多治見市決定把笠原線的路軌遺址改建為單車徑和行人路。平和町至瀧呂町之間的部分於1998年（平成10年）完成。在改建後，已經看不見任何月台痕跡。

## 相鄰車站
東濃鐵道
笠原線
市之倉口－下瀧呂－笠原

## 注腳
1. ↑  「地方鉄道運輸開始」《官報》1928年7月6日（國立國會圖書館數碼化收藏）
2. 1 2  今尾惠介監修《日本鐵道旅行地圖帳 7號 東海》新潮社 42頁

## 相關項目
- 日本鐵路車站列表 Shi